# Покровская церковь (Жукля)
Покровская церковь — православный храм и памятник архитектуры местного значения в Жукле.

## История
Покровская церковь построена в период 1911—1913 годы Николаем Николаевичем Комстадиусом по эскизам великого князя Петра Николаевича и проекту архитектора А. Е. Белогруда (в качестве его помощника выступил П. Е. Княгиницкий). Заказанные Н. Н. Комстадиусом в Греции иконы для иконостаса не были доставлены, так как судно, перевозившее церковное имущество, затонуло в период Первой мировой войны.
В 1934 году церковь была закрыта.
Решением исполкома Черниговского областного совета народных депутатов от 28.04.1987 № 119 присвоен статус памятник архитектуры местного значения с охранным № 45-Чг под названием Покровская церковь. Установлена информационная доска.
Спустя несколько лет после открытия, церковь в 2009 году стала объектом имущественных споров между УПЦ МП и УПЦ КП и в настоящее время принадлежит юрисдикции Православной церкви Украины.

## Архитектура
Построена в русско-византийском стиле — сочетает традиции древнерусской архитектуры, черты народного деревянного строительства и архитектурные поиски конца XIX — начала XX веков. Каменная, трёхнефная, четырёхстолпная, крестово-купольная церковь, увенчанная шлемовидным куполом на цилиндрическом световом барабане. С запада соединяется с пластической формы двухъярусным притвором, верхний ярус — ярус звонов, венчается шлемовидным куполом на цилиндрическом глухом барабане. С востока к центральному объёму церкви примыкают три прямоугольный в плане апсиды (средняя больше боковых), увенчанные шлемовидными куполами на цилиндрических глухих барабанах. Апсиды опоясывает каменная галерея, напоминающая принцип опоясывания в деревянных церквях. Имеет несколько входов.
Фасад центрального объёма расчленяют лопатки-контрфорсы на три прясла, которые завершаются над фасадом закомарами. Оконные проемы арочные. Храм украшают разного размера и форм ниши в форме «креста».